# Пегома
Пегома (фр. Pégomas) — город и коммуна на юго-востоке Франции, западнее Ниццы, в регионе Прованс — Альпы — Лазурный берег, департамент Приморские Альпы, округ Грас, кантон Мандельё-ла-Напуль. До 2015 года коммуна административно входила в состав упразднённого кантона Южный Грас (округ Грас).
Площадь коммуны — 11,28 км², население — 6235 человек (2006) с выраженной тенденцией к росту: 7285 человек (2012), плотность населения — 645,8 чел/км².

## Географическое положение
Коммуна Пегома расположена в долине реки Сьянь, в нескольких километрах северо-западнее Канна, на шоссе D9, ведущее в Грасс. Соседними общинами являются: на севере город Грасс, на северо-востоке — Муан-Сарту, на юго-востоке — Ла-Рокетт-сюр-Сьянь, на юге — Манделье-ла-Напуль, на западе — Таннерон, на северо-западе — Орибо-сюр-Сьянь.
Пегома расположена на так называемой «Дороге мимоз» (La Route du Mimosa), которая протянулась на 130 километров вдоль французского Лазурного берега, от Борм-ле-Мимоза и через Райоль-Канадель-сюр-Мер, Сен-Максим, Сен-Рафаэль, Манделье-ла-Напуль, Таннерон и Пегома на Грасс. В период от января и до середины марта вдоль всего пути стоят привезённые на юг Франции из Австралии мимозы покрытыми золотом своих цветов.

## Население
Население коммуны в 2011 году составляло 7047 человек, а в 2012 году — 7285 человек.
| 1962 | 1968 | 1975 | 1982 | 1990 | 1999 | 2006 | 2007 | 2011 | 2012 |
| ---- | ---- | ---- | ---- | ---- | ---- | ---- | ---- | ---- | ---- |
| 1332 | 1717 | 2149 | 3452 | 4618 | 5794 | 6235 | 6296 | 7047 | 7285 |

Динамика численности населения:

## Экономика
В 2010 году из 4451 человек трудоспособного возраста (от 15 до 64 лет) 3566 были экономически активными, 885 — неактивными (показатель активности 80,1 %, в 1999 году — 73,9 %). Из 3566 активных трудоспособных жителей работали 3250 человек (1663 мужчины и 1587 женщин), 316 числились безработными (157 мужчин и 159 женщин). Среди 885 трудоспособных неактивных граждан 299 были учениками либо студентами, 298 — пенсионерами, а ещё 288 — были неактивны в силу других причин.
На протяжении 2010 года в коммуне числилось 2875 облагаемых налогом домохозяйств, в которых проживало 6961,0 человек. При этом медиана доходов составила 21 тысяча 201 евро на одного налогоплательщика.

## Достопримечательности (фотогалерея)
- Церковь Сен-Пьер

## Города-партнёры
- Кастель-Сан-Никколо (Италия)